# غوردون إي. سنو
غوردون إي. سنو (بالإنجليزية: Gordon E. Snow)‏ هو سياسي أمريكي، ولد في 22 سبتمبر 1946. انتخب عضو مجلس نواب ولاية يوتا.